# 白奴贸易

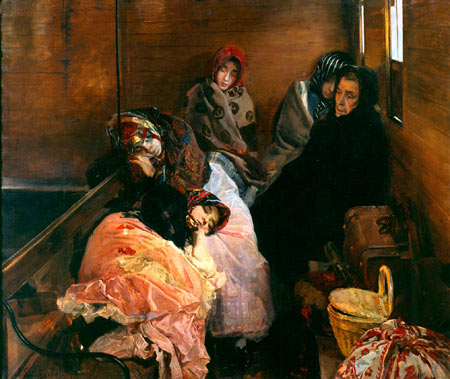
白奴贸易，1894

白奴贸易（贩卖妇女） 是西班牙画家的 华金·索罗拉于1894年创作并于1895年署名的作品，这幅画带着同情的色彩，描绘了妓女生活的一景。 画家创作这幅画是为了表达对社会的批判。
这幅油画创作在长195厘米，高166.5厘米的画布上，现藏于索罗拉博物馆，有时也会移至普拉多博物馆展出 在1898年，它还曾在布宜诺斯艾利斯展出。

## 画面分析
画面中有五位戴着头巾，穿着披肩，农妇着装的妇女。其中，几位年轻的姑娘都睡着了，只有画面右边穿着黑衣的老妇是清醒的，似乎在看管着她们。从整体来看，画面中的空间十分狭窄，似乎是作者在预示着她们绝无逃跑的可能。
画家创作这幅画主要是为了表达对社会的批判，特别针对那些天主教徒中的道德至上主义者。 这些人认为，像索罗拉这样的画家不应当画这种画：“他美好的画笔已经被妓院的乌烟瘴气所沾污了！”